# رود ريد
رود ريد (بالإنجليزية: Rod Reed)‏ هو لاعب كرة قدم أمريكية أمريكي، ولد في 15 سبتمبر 1966 في مارشال في الولايات المتحدة.